# 2019 OK
2019 OK est un astéroïde géocroiseur de type Apollon. Son diamètre est estimé entre 57 et 130 mètres.

## Passages près de la Terre
L'astéroïde est passé à 72 500 kilomètres de la Terre le 25 juillet 2019 entre 1 heure et 1 h 30 UTC.
Ce passage a légèrement modifié l'orbite de l’astéroïde, réduisant sa période orbitale de 1 347 à 1 344 jours et son demi-grand axe de 2,387 à 2,383 unités astronomiques. L'angle de déflexion fut de 0,4 degré.